# Marc-Olivier Baruch
Pour les articles homonymes, voir Baruch.
Marc Olivier Baruch, né en 1957, est un haut fonctionnaire et historien français.
Spécialiste de l'histoire de la fonction publique sous le régime de Vichy, il est directeur adjoint de l'École des hautes études en sciences sociales (EHESS) de 2007 à 2009.

## Biographie

### Jeunesse et études
Ancien élève de l'École polytechnique (X1975) et de l'ENA (promotion « Droits de l'Homme », 1981), docteur en histoire (1996).

### Parcours professionnel
Marc Olivier Baruch est administrateur civil au ministère de la culture. Après avoir été chercheur en histoire contemporaine au CNRS à partir de 1997, il a été élu directeur d'études à  l'EHESS en 2003, dont il est par ailleurs directeur adjoint de 2007 à 2009.
Le 5 novembre 1997, il intervient en qualité d'historien lors du procès de Maurice Papon et soutient qu'« un haut fonctionnaire en 1942 ne pouvait pas ignorer le sort cruel des juifs qu'il adressait à ses pires ennemis ».
En 2013, il organise un colloque intitulé « Faire des choix ? Les fonctionnaires dans l'Europe des dictatures, 1933-1948 » qui alimente un grand débat historiographique.
Depuis 2015, il est vice-président du Comité pour l'histoire préfectorale, c'est-à-dire son dirigeant de facto. Il devient en 2018 le président en titre d'une structure redéfinie.
Il est membre du conseil d'administration de X-Résistance depuis sa création en 1997.

## Publications
- Servir l'État français : l'administration en France de 1940 à 1944  (préf. Jean-Pierre Azéma), Paris, Fayard, coll. « Pour une histoire du XXe siècle », 1997, 737 p. (ISBN 2-213-59930-0, présentation en ligne), [présentation en ligne], [présentation en ligne].
- Le régime de Vichy, Paris, La Découverte, 1993, 123 p. (ISBN 2-7071-2640-3). Nouvelle édition revue et augmentée : Le régime de Vichy, Paris, Tallandier, coll. « Texto : le goût de l'histoire », 2017, 222 p. (ISBN 979-10-210-2743-5).
- Des lois indignes ? Les historiens, la politique et le droit, Paris, Tallandier, 2013.

## Prix
- Grand prix des Rendez-vous de l'histoire 1998.